# Conjecture du cerceau
La conjecture du cerceau (en anglais : Hoop Conjecture) est une conjecture proposée par Kip Thorne en 1972 et selon laquelle l'effondrement gravitationnel d'objet compact non sphérique ne forme un trou noir que lorsqu'un cerceau de circonférence spécifique peut être placé autour de l'objet et tourner autour de lui.
La circonférence spécifique, notée {\displaystyle C}, est égale à :
{\displaystyle C=2\pi {r_{\mathrm {s} }}},
où :
- {\displaystyle \pi } est le nombre pi ;
- {\displaystyle r_{s}} est le rayon de Schwarzschild associé à la masse {\displaystyle m} de l'objet par :

{\displaystyle r_{\mathrm {s} }={\frac {2Gm}{c^{2}}}},
où :
- {\displaystyle G} est la constante gravitationnelle ;
- {\displaystyle c} est la constante de la vitesse de la lumière dans le vide.

La conjecture du cerceau est une alternative à celle de la censure cosmique proposée par Roger Penrose en 1969 et selon laquelle il n'existerait pas de singularité nue.